# 费利克斯·恩德里希
费利克斯·恩德里希（德語：Felix Endrich，1921年12月5日—1953年1月31日），瑞士男子雪车运动员。他曾代表瑞士参加1948年和1952年冬季奥林匹克运动会雪车比赛，其中1948年冬季奥运会获得一枚金牌。